# Ковальський Тит
отець Тит Ковальський (1834 — 24 березня 1910, Спасів, нині Шептицький район Львівської області) ― священник Перемишльської єпархії ГКЦ, громадський діяч.

## Життєпис
Народився в 1834 році. У 1860 р. одружився зі Мальвіною Вітошинською гербу Венява. У подружжя народилося два сини Антін-Айталь (1862 р.) та Володимир (1863 р.), які стали священниками та співслужили разом з батьком у дочірній церкві Архистратига Михаїла в с. Перв'ятичі: о. Антін (з 1892 по 1893 рр.), о. Володимир (з 1894 по 1896 рр.).    

### Душпастирське служіння
Отримав ієрейське рукоположення 1860 р. як одружений священник, з 1897 р. — вдівець. Виконував служіння на парафії в Люблинці Новому біля Чесанова: 1860–1861 рр. як сотрудник, а в 1861–1864 рр. як адміністратор парафії, а згодом впродовж 46 років (1864–1910 рр.) аж до смерті був парохом в селі Спасів Сокальського повіту. За нього в 1868—1871 рр. в с. Спасів була збудована нова церква Святого Івана Милостивого. 
У 1885 р. о. Ковальському надані крилошанські ознаки, а в 1905 р. удостоєний звання Папського шамбеляна. 

### Громадська діяльність

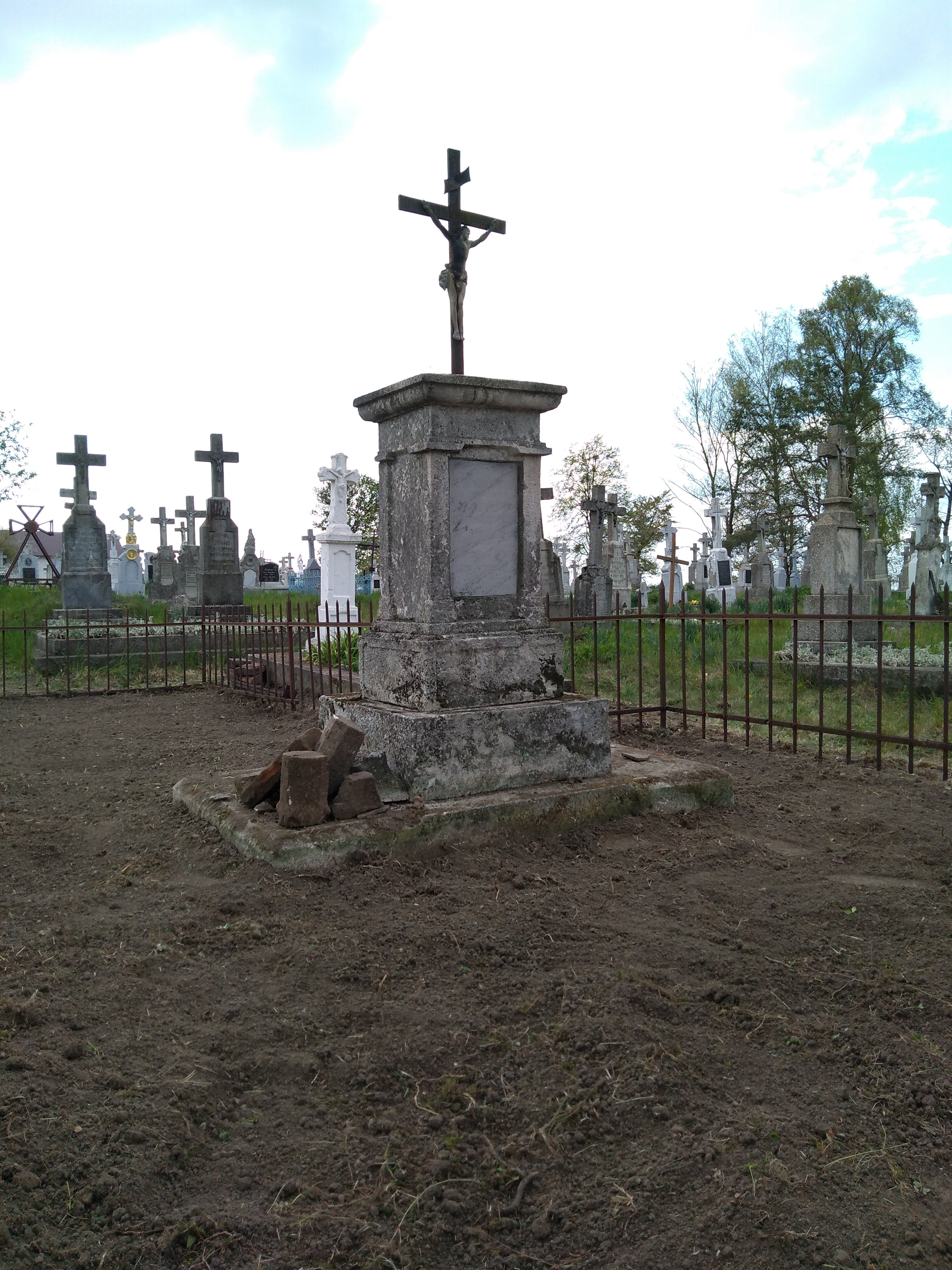
Могила о. Тита Ковальського, дружини Мальвіни Вітошинської та її матері Анни-Софії Вітошинської на цвинтарі с. Спасів, 2020 р.

Посол Галицького Сейму 5, 6-го скликань (2 рази обрався від I курії Жовківського округу), член повітової ради (1886 р.). Ймовірно, почувався насамперед католиком, а потім — українцем. Мабуть, тому польський дослідник С. Ґродзіскі помилково кваліфікував його ксьондзом. До складу «Руського клубу» Галицького Сейму не входив, діяв у тісному порозумінні з польськими політиками, саме тому обирався в І-й курії (великої власності). У Галицькому сеймі під час засідань промовляв українською, досить часто підтримував ініціативи українських послів, особливо ті, що стосувались мови чи шкільництва.
Тит Ковальський брав участь у створенні рільничої спілки у с. Тартаків. 12 квітня 1886 року після богослужіння у тартаківському костелі, у шкільній залі зібралася громада: графи Ланцкоронські, духовенство, інтелігенція, міщани, землевласники і делегати з сокальської спілки. У той день була створена рільнича спілка у Тартакові. Керуючим був вибраний ксьондз Вежховський, заступником – греко-католицький священик Ковальський зі Спасова, секретарем Ігнатій Якобчук.
З ініціативи о. Ковальського в липні 1903 р. в с. Спасів було засновано читальню «Просвіта». Оформленням документів зайнявся Євген Петрушевич, який на той час був краєвим адвокатом в повітовому Сокалі. 8 серпня статути були надіслані до Австрійського Намісництва в м. Львові, з проханням про засновництво відповідної установи в Спасові. Членами-засновниками були Максим Приймак, Лесько Іванчук, Макар Кацьма, Іван Іванчук, Яким Плетінка, Афтанас Гупало, батько Василя Сидора «Шелеста» Дмитро Сидор, Тимко Яремко, Павло Семенюк, Гриць Прокопчук, о. Іван Чичула, о. Тит Ковальський .  
На ім’я о. Тита Ковальського від Головного Виділу було надіслано в дар 75 примірників книжок. Серед них «Життя Т. Шевченка», «Оповідання про життя Бориса і Гліба», «Панщина», «Оповідання про сили природи», «Життя св. Миколая» . 
У серпні 1907 р. в домі о. Тита Ковальського в Спасові гостював Анатоль Вахнянин і писав свої «Спомини з життя».

## Цікаві факти
Тита Ковальського у своїй притчі о блудныхъ отцѣхъ згадав Іван Франко. 
Священник гостро відгукнувся про замах студента Мирослава Січинського на цісарського намісника Галичини Андрія Потоцького. 